# رای (بازیکن فوتبال)
رای سوزا ویرا د الیویرا (به پرتغالی: Raí Souza Vieira de Oliveira)‏ (۱۵ مه ۱۹۶۵) معروف به رای فوتبالیست برزیلی بود که با تیم ملی فوتبال برزیل فاتح جام جهانی ۱۹۹۴ و از محبوب‌ترین بازیکنان این تیم بود. برادر بزرگتر او دکتر سوکراتس هم از ستاره‌های فوتبال برزیل و کاپیتان این تیم بود. رای در سال ۱۹۹۲ تیم سائوپائولو را در راه رسیدن به قهرمانی لیبرتادورس و جام بین‌قاره‌ای رهبری کرد و بازیکن سال فوتبال آمریکای جنوبی شد.
رای هم‌اکنون از فعالان اجتماعی و طرفداران عدالت اجتماعی است. وی در کنار لئوناردو همبازی سابقش در تیم ملی برزیل، یک سازمان فرهنگی ورزشی را تأسیس کرده که در حومه سائوپائولو و ریودوژانیرو دو شهر بزرگ برزیل خدمات آموزشی و فرهنگی را به کودکان محروم ارائه می‌دهد. حدود ۱۳۰۰ کودک از خدمات این سازمان استفاده می‌کنند و شورای ورزشی لاورس در سال ۲۰۱۲ جایزه ورزش برای نیکی را به رای اهدا کرد.
رای در سال ۱۹۶۵ در ریبیرائو پرتو واقع در حومه سائوپائولو به دنیا آمد. فوتبال حرفه‌ای را از سال ۱۹۸۴ با تیم بوتافوگو آغاز کرد. در ۱۹۸۶ به پونته پرتا پیوست و در ۱۹۸۷ به سائوپائولو رفت. از سال ۱۹۹۳ به باشگاه پاری سن ژرمن فرانسه پیوست و پس از پنج فصل بازی در فرانسه در سال ۱۹۹۸ به تیم سائوپائولو بازگشت و دو فصل را در این تیم گذراند. بین سال‌های ۱۹۸۷ تا ۱۹۹۸ در ۴۹ بازی ملی با تیم ملی برزیل همراه بود و ۱۷ گل به ثمر رساند.